# Neoconocephalus maxillosus
Neoconocephalus maxillosus är en insektsart som först beskrevs av Fabricius 1775.  Neoconocephalus maxillosus ingår i släktet Neoconocephalus och familjen vårtbitare. Inga underarter finns listade i Catalogue of Life.